# Waltraud Kogel
Waltraud Gisela Kogel (auch Frauke Sundheim; * 7. Juli 1923 in Berlin) ist eine ehemalige deutsche Kinderdarstellerin und Schauspielerin.

## Leben
Waltraud Kogel begann am Ende des Zweiten Weltkriegs eine 14-jährige Karriere, in der 14 Filme gedreht wurden. Die meisten Filme drehte sie für die DEFA. Die Schönste war ein Kellerfilm und wurde erst 2002 veröffentlicht.
Kogel war auch als Theaterschauspielerin tätig. So trat sie 1941 an der Berliner Theater-Bühne auf, ab 1946 am Kleinen Theater Garmisch-Partenkirchen und 1948 am Theater am Nollendorfplatz.

## Filmografie
- 1943: Altes Herz wird wieder jung
- 1945: Das alte Lied
- 1945: Das Leben geht weiter
- 1945: Sag’ endlich ja
- 1949: Wie sagen wir es unseren Kindern?
- 1949: Träum’ nicht, Annette!
- 1952: Roman einer jungen Ehe
- 1952: Der bunte Traum
- 1952: Sein großer Sieg
- 1953: Anna Susanna
- 1956: Heimlich Ehen
- 1957: Alter Kahn und junge Liebe
- 1957: Spielbank-Affäre
- 1957: Sheriff Teddy
- 1957: Die Schönste